# Gualivá (província)

Província de Gualivá.

Gualivá é uma província do departamento de Cundinamarca, Colômbia.

## Municípios
A província é dividida em 12 municípios:
1. Albán
2. La Peña
3. La Vega
4. Nimaima
5. Nocaima
6. Quebradanegra
7. San Francisco
8. Sasaima
9. Supatá
10. Útica
11. Vergara
12. Villeta